# Ека Су Гуреу (Каљари)
Ека Су Гуреу је насеље у Италији у округу Каљари, региону Сардинија.
Према процени из 2011. у насељу је живело 107 становника. Насеље се налази на надморској висини од 8 м.